# Cesano
Le Cesano est un fleuve de la province de Pesaro et Urbino dans les Marches en Italie.
Son nom en latin Suasanus provenait du fait qu'il traversait la ville romaine de Suasa.
Il naît au Monte Catria à une altitude de 1 701 m. Son principal affluent est la rivière Cinisco. Il coule dans la Vallée du Cesano et marque la frontière entre la Province de Pesaro et Urbino e la province d'Ancône. Sous son lit se trouve une forêt fossile remontant à 50 000 ans.
Il traverse les localités suivantes :
Serra Sant'Abbondio, Frontone, Pergola, San Lorenzo in Campo, Fratte Rosa, Castelleone di Suasa, Mondavio, Corinaldo, Monte Porzio, San Costanzo, Mondolfo, Senigallia.

## Sources
- (it) Cet article est partiellement ou en totalité issu de l’article de Wikipédia en italien intitulé « Cesano (fiume) » (voir la liste des auteurs).